# Mycenae Regio
La Mycenae Regio è una struttura geologica della superficie di Io.